# Time Charter
Time Charter (1979-2005) est un cheval de course pur-sang anglais participant aux courses hippiques de plat.

## Carrière de courses
Évoluant sous la casaque de son éleveur Robert Barnett, Time Charter débute à 2 ans et remporte deux de ses cinq sorties, montée par un apprenti, Bill Newnes, mais sans pouvoir s'illustrer au meilleur niveau, comme en témoigne son échec dans une Listed, les Princess Margaret Stakes. La saison se termine mal, par une anonyme septième place dans un petit handicap. Mais l'hiver semble lui avoir fait le plus grand bien et à 3 ans Time Charter se révèle. Elle fait une rentrée gagnante et impressionnante dans une Listed à Kempton et s'attaque aux meilleures dans les 1000 Guineas. Avec succès : nette deuxième de On The House, la voilà classique. Cette performance aurait pu en faire l'une des favorites des Oaks, mais son pedigree tourné vers la vitesse fait naître de séreux doutes quant à sa capacité à tenir la distance classique. Et pourtant, Time Charter fait un sort à ses origines de sprinteuse et s'impose en établissant un nouveau record de l'épreuve, en 2'34"21. Battue ensuite par Dancing Rocks dans les Nassau Stakes, elle finit sa saison en boulet de canon après avoir dû faire l'impasse sur le meeting de York où elle aurait eu le choix entre les Yorkshire Oaks ou la Benson and Hedges Gold Cup. Après une victoire dans les Sun Chariot Stakes, elle s'envole dans les Champion Stakes, laissant à 7 longueurs les mâles et les chevaux d'âge qu'elle affronte pour la première fois. Et parmi eux le favori Kalaglow, qui venait de gagner les Eclipse Stakes et les King George VI & Queen Elizabeth Stakes, Zino le lauréat des 2000 Guinées ou encore Buzzard's Bay, qui venait quant à lui de s'adjuger les Queen Elizabeth II Stakes. Cette performance lui vaut un très bon rating de la part de Timeform, 131, à égalité avec la Française Akiyda, lauréate du Prix de l'Arc de Triomphe. Pressentie pour rejoindre le haras où l'attend un certain Northern Dancer, Time Charter aurait pu s'en tenir là. Mais elle a été si époustouflante à Ascot que son entourage décide de la garder à l'entraînement. 
Sage décision, car Time Charter n'a pas fini de faire parler d'elle. Pourtant, son début de saison 1983 est moyen : placée des Jockey Club Stakes pour sa rentrée, puis blessée, elle échoue dans les Eclipse Stakes. Mais elle retrouve la forme au bon moment pour s'offrir les King George VI & Queen Elizabeth Stakes, monté par le vétéran Joe Mercer, 48 ans, en remplacement du jeune Bill Newnes, sérieusement blessé. Elle domine à cette occasion Diamond Shoal, qui restait sur un succès dans le Grand Prix de Saint-Cloud, l'excellente Sun Princess, qui lui a succédé au palmarès des Oaks, ou encore Caerleon, vainqueur du Prix du Jockey Club et deuxième de l'Irish Derby. La voie semble toute tracée vers le Prix de l'Arc de Triomphe, son objectif de fin de saison. Elle en est même la favorite à la suite de sa victoire sur All Along dans le Prix Foy. Mais le jour J, elle reste au pied du podium dans une arrivée historiquement féminine, derrière All Along, Sun Princess et Luth Enchantée.
En 1984, Time Charter n'est toujours pas au haras, alors même qu'une nouvelle blessure diffère sa rentrée. Celle-ci a lieu dans la Coronation Cup, où elle pulvérise Sun Princess de 4 longueurs. À cette occasion, elle étrenne son association avec l'Américain Steve Cauthen. Mais c'est Joe Mercer qu'elle retrouve un mois plus tard pour une courte défaite, après un parcours malheureux, face à Sadler's Wells dans les Eclipse Stakes. Cauthen et Time Charter échouent ensuite à faire un doublé dans les King George, terminant à distance de Teenoso. La jument semble avoir perdu de sa superbe. Et ses adieux, dans un Prix de l'Arc de Triomphe qu'elle aurait pu tout aussi bien ne pas disputer étant donné qu'elle avait toussé à l'automne, ne sont pas à la hauteur de la carrière de cette véritable championne que les historiens des courses John Randall et Tony Morris considèrent dans leur livre de référence A Century of Champions comme la 24e meilleure pouliche britannique ou irlandaise du XXe siècle.

### Résumé de carrière
| Date         | Hippodrome  | Pays        | Course                            | Statut      | Distance    | Jockey        | Place       | Écart       | Vainqueur ou deuxième |
| 1981, 2 ans  | 1981, 2 ans | 1981, 2 ans | 1981, 2 ans                       | 1981, 2 ans | 1981, 2 ans | 1981, 2 ans   | 1981, 2 ans | 1981, 2 ans | 1981, 2 ans           |
| ------------ | ----------- | ----------- | --------------------------------- | ----------- | ----------- | ------------- | ----------- | ----------- | --------------------- |
| 12 juin      | Sandown     | Royaume-Uni | June Stakes                       |             | 1 000 m     | Billy Newnes  | 3e / 15     | 6           | Mumruffin             |
| 13 juillet   | Leicester   | Royaume-Uni | Worksop Manor Stakes              |             | 1 200 m     | Billy Newnes  | 1er / 3     | 4           | ―                     |
| 14 septembre | Goodwood    | Royaume-Uni | Nursery Handicap                  |             | 1 400 m     | Billy Newnes  | 1er / 9     | 3/4         | Lamlash               |
| Octobre      | Ascot       | Royaume-Uni | Princess Margaret Stakes          | Listed      | 1 200 m     | Billy Newnes  | 6e / 9      | 16          | Circus Ring           |
| Octobre      | Lingfield   | Royaume-Uni | Nursery Handicap                  |             | ―           | Billy Newnes  | 7e / 11     | ―           | Spanish Pool          |
| 1982, 3 ans  |             |             |                                   |             |             |               |             |             |                       |
| 12 avril     | Kempton     | Royaume-Uni | Masaka Stakes                     | Listed      | 1 600 m     | Billy Newnes  | 1er / 11    | 5           | Epithet               |
| 29 avril     | Newmarket   | Royaume-Uni | 1000 Guineas                      | Gr. 1       | 1 600 m     | Billy Newnes  | 2e / 15     | 2 ½         | On The House          |
| 5 juin       | Epsom       | Royaume-Uni | Oaks                              | Gr. 1       | 2 400 m     | Billy Newnes  | 1er / 13    | 1           | Slightly Dangerous    |
| 31 juillet   | Goodwood    | Royaume-Uni | Nassau Stakes                     | Gr. 2       | 2 000 m     | Billy Newnes  | 2e / 11     | 2           | Dancing Rocks         |
| 1er octobre  | Newmarket   | Royaume-Uni | Sun Chariot Stakes                | Gr. 2       | 2 000 m     | Billy Newnes  | 1er / 10    | 3/4         | Stanerra              |
| 16 octobre   | Ascot       | Royaume-Uni | Champion Stakes                   | Gr. 1       | 2 000 m     | Billy Newnes  | 1er / 14    | 7           | Prima Voce            |
| 1983, 4 ans  |             |             |                                   |             |             |               |             |             |                       |
| 29 avril     | Newmarket   | Royaume-Uni | Jockey Club Stakes                | Gr. 3       | 2 400 m     | Billy Newnes  | 2e / 11     | tête        | Electric              |
| 2 juillet    | Sandown     | Royaume-Uni | Eclipse Stakes                    | Gr. 1       | 2 000 m     | Billy Newnes  | 6e / 9      | 2           | Solford               |
| 23 juillet   | Ascot       | Royaume-Uni | King George & Queen Elizabeth St. | Gr. 1       | 2 400 m     | Joe Mercer    | 1er / 9     | 3/4         | Diamond Shoal         |
| 11 septembre | Longchamp   | France      | Prix Foy                          | Gr. 3       | 2 400 m     | Billy Newnes  | 1er / 11    | 3/4         | All Along             |
| 2 octobre    | Longchamp   | France      | Prix de l'Arc de Triomphe         | Gr. 1       | 2 400 m     | Billy Newnes  | 4e / 26     | 1           | All Along             |
| 1984, 5 ans  |             |             |                                   |             |             |               |             |             |                       |
| 7 juin       | Epsom       | Royaume-Uni | Coronation Cup                    | Gr. 1       | 2 400 m     | Steve Cauthen | 1er / 6     | 4           | Sun Princess          |
| 7 juillet    | Sandown     | Royaume-Uni | Eclipse Stakes                    | Gr. 1       | 2 000 m     | Joe Mercer    | 2e / 9      | encolure    | Sadler's Wells        |
| 28 juillet   | Ascot       | Royaume-Uni | King George & Queen Elizabeth St. | Gr. 1       | 2 400 m     | Steve Cauthen | 4e / 13     | 6 ½         | Teenoso               |
| 6 octobre    | Longchamp   | France      | Prix de l'Arc de Triomphe         | Gr. 1       | 2 400 m     | Steve Cauthen | 11e / 22    | ―           | Sagace                |

## Au haras
Retirée au haras, Time Charter continue à faire parler d'elle puisqu'elle a donné dix produits et parmi eux sept gagnants. En outre certaines de ses filles ont assuré la pérennité de son nom. Elle est la mère de 
- By Charter (1986, par Shirley Heights), mère de : 
  - Anton Chekhov (Prix Hocquart) et First Charter (Lonsdale Cup)
  - Deuxième mère de Best Terms (Lowther Stakes, Gr.2, Queen Mary Stakes, Gr.2), mère de Star Terms (3e Prix Marcel Boussac).
- Zinaad (1989, par Shirley Heights) : Jockey Club Stakes (Gr.2).
- Not Before Time (1991, par Polish Precedent), mère de :
  - Time Away (Musidora Stakes, 3e Prix de Diane), grand-mère de Cursory Glance (Moyglare Stud Stakes).
- Time Allowed (1993, Sadler's Wells) : Princess Royal Stakes(Gr.3) , Jockey Club Stakes (Gr.2).
- Time Saved (1996, par Green Desert), mère de :
  - Plea Bargain : King Edward VII Stakes (Gr.2)
  - Lay Time : Winter Hill Stakes (Gr.3)

Time Charter est mise à la retraite en 2001, et meurt durant son sommeil en 2005 dans son haras de Fair Winter Farm, dans le Buckinghamshire, le 7 juillet 2005.

## Origines
Saritamer, le père de Time Charter, était un sprinter irlandais entraîné par Vincent O'Brien qui a brillé dans les Cork and Orrery Stakes et la July Cup, mais s'est révélé un étalon catastrophique, n'effectuant qu'une poignée de saison de monte avant d'être exporté en Arabie Saoudite. Il eut toutefois le temps de rencontrer quelques poulinières de valeur telle Centrocon, lauréate des Lancashire Oaks, troisième des Park Hill Stakes et quatrième des Yorkshire Oaks. Au haras Centrocon s'est signalée en étant la deuxième mère de Magical Rereat (par Sir Ivor): 2e Yorkshire Oaks, 3e Lancashire Oaks. Dans cette famille garante de tenue, Centro, la deuxième mère, a donné trois très bons sujets de tenue, tous par High Line : Nicholas Bill (Geoffrey Freer Stakes, Princess of Wales's Stakes, Jockey Club Cup), Centroline (Jockey Club Cup, 2e Lonsdale Stakes, 3e Yorkshire Cup, 4e Irish St. Leger) et Tale Quale (Jockey Club Cup, 4e Henry II Stakes, Goodwood Cup, Jockey Club Cup).

### Pedigree
| Origines de Time Charter (IRE), jument baie née en 1979 | Origines de Time Charter (IRE), jument baie née en 1979 | Origines de Time Charter (IRE), jument baie née en 1979 | Origines de Time Charter (IRE), jument baie née en 1979 |
| ------------------------------------------------------- | ------------------------------------------------------- | ------------------------------------------------------- | ------------------------------------------------------- |
| Père Saritamer 1971                                     | Dancer's Image 1965                                     | Native Dancer 1950                                      | Polynesian                                              |
| Père Saritamer 1971                                     | Dancer's Image 1965                                     | Native Dancer 1950                                      | Geisha                                                  |
| Père Saritamer 1971                                     | Dancer's Image 1965                                     | Noor's Image 1953                                       | Noor                                                    |
| Père Saritamer 1971                                     | Dancer's Image 1965                                     | Noor's Image 1953                                       | Little Sphinx                                           |
| Père Saritamer 1971                                     | Irish Chorus 1960                                       | Ossian 1952                                             | Royal Charger                                           |
| Père Saritamer 1971                                     | Irish Chorus 1960                                       | Ossian 1952                                             | Prudent Polly                                           |
| Père Saritamer 1971                                     | Irish Chorus 1960                                       | Dawn Chorus 1951                                        | Rising Light                                            |
| Père Saritamer 1971                                     | Irish Chorus 1960                                       | Dawn Chorus 1951                                        | Duke's Delight                                          |
| Mère Centrocon 1973                                     | High Line 1966                                          | High Hat 1957                                           | Hyperion                                                |
| Mère Centrocon 1973                                     | High Line 1966                                          | High Hat 1957                                           | Madonna                                                 |
| Mère Centrocon 1973                                     | High Line 1966                                          | Time Call 1955                                          | Chanteur                                                |
| Mère Centrocon 1973                                     | High Line 1966                                          | Time Call 1955                                          | Aleria                                                  |
| Mère Centrocon 1973                                     | Centro 1966                                             | Vienna 1957                                             | Aureole                                                 |
| Mère Centrocon 1973                                     | Centro 1966                                             | Vienna 1957                                             | Turkish Blood                                           |
| Mère Centrocon 1973                                     | Centro 1966                                             | Ocean Sailing 1950                                      | Big Game                                                |
| Mère Centrocon 1973                                     | Centro 1966                                             | Ocean Sailing 1950                                      | Kyanos (famille 22-a)                                   |